# Lloyd Keaser
Lloyd Keaser, född 9 februari 1950 i Pumphrey, Anne Arundel County, Maryland, är en amerikansk brottare som tog OS-silver i lättviktsbrottning i fristilsklassen 1976 i Montréal. 